# Aetheomorpha bruneiana
Aetheomorpha bruneiana – gatunek chrząszcza z rodziny stonkowatych.
Gatunek ten opisany został w 2016 roku przez Lwa N. Miedwiediewa, który jako miejsce typowe wskazał Bukit Sulang w pobliżu Lamunin. Materiał typowy uzyskano przez odymianie korony damarzyka Shorea johorensis.
Chrząszcz o wąskim ciele długości 4 mm u samic i od 2,9 do 3,3 mm u samców. Wierzch ciała ma czarny z żółtobrązowymi: brzegami bocznymi i częścią brzegu przedniego przedplecza, wierzchołkiem tarczki oraz pasem na pokrywach. Spód ciała jest żółtobrązowy z czarnym zapiersiem. Żółtobrązowe są również odnóża i trzy początkowe człony czułków. Poprzeczna średnica oczu jest nieco mniejsza niż odległość między nimi. Przedplecze ma prawie proste boki i jest najszersze u nasady. Na trójkątnej tarczce brak punktowania. Rzędy punktów na pokrywach są regularne, częściowo zaburzone tylko u nasady i przy bocznych krawędziach. Owłosienie i drobne punktowanie pokrywa powierzchnię w pełni odsłoniętego pygidium.
Owad orientalny, znany tylko z Brunei na Borneo.